# Ligny-Saint-Flochel
Ligny-Saint-Flochel – miejscowość i gmina we Francji, w regionie Hauts-de-France, w departamencie Pas-de-Calais.
Według danych na rok 1990 gminę zamieszkiwały 243 osoby, a gęstość zaludnienia wynosiła 46 osób/km² (wśród 1549 gmin regionu Nord-Pas-de-Calais Ligny-Saint-Flochel plasuje się na 977. miejscu pod względem liczby ludności, natomiast pod względem powierzchni na miejscu 657.).